# Prémios Globo de Ouro de 2018

Prémios Globo de Ouro de 2018

7 de Janeiro de 2018
Filme - Drama:
Three Billboards Outside Ebbing, Missouri
Filme - Comédia ou Musical:
Lady Bird
Série de televisão – Drama:
The Handmaid's Tale
Série de televisão – Comédia ou Musical:
The Marvelous Mrs Maisel
Minissérie ou Filme para televisão:
Big Little Lies
Prémio Cecil B. DeMille:
Oprah Winfrey
Prêmios Globo de Ouro 

← 2017  ·  2019 →
Os Prémios Globo de Ouro de 2018 (no original, em inglês, 75th Golden Globe Awards) honraram os melhores profissionais de cinema e televisão, filmes e programas televisivos de 2017. A cerimónia foi televisionada ao vivo pela NBC a partir do Hotel Beverly Hilton na cidade de Beverly Hills, no dia 7 de Janeiro de 2018. A produção do espetáculo foi realizada pela Dick Clark Productions em conjunto com a Associação de Correspondentes Estrangeiros de Hollywood.
O ator e comediante Seth Meyers foi anunciado em 21 de novembro de 2017 como o anfitrião da cerimónia. As nomeações nas diversas categorias foram reveladas em 11 de Dezembro de 2017 por Sharon Stone, Alfre Woodard, Kristen Bell e Garrett Hedlund.

## Vencedores e nomeados
Lista dos nomeados e vencedores (em negrito) na 75.ª edição dos Prémios Globo de Ouro:

### Cinema
| Melhor filme | Melhor filme |
| Drama | Comédia ou Musical |
| --- | --- |
| - Three Billboards Outside Ebbing, Missouri - Call Me by Your Name - Dunkirk - The Post - The Shape of Water | - Lady Bird - The Disaster Artist - Get Out - The Greatest Showman - I, Tonya |
| Melhor atuação em filme de drama | |
| Ator | Atriz |
| - Gary Oldman – Darkest Hour - Daniel Day-Lewis – Phantom Thread - Tom Hanks – The Post - Timothée Chalamet – Call Me by Your Name - Denzel Washington – Roman J. Israel, Esq.                                                  | - Frances McDormand – Three Billboards Outside Ebbing, Missouri - Jessica Chastain – Molly's Game - Sally Hawkins – The Shape of Water - Meryl Streep – The Post - Michelle Williams – All the Money in the World       |
| Melhor atuação em filme de comédia ou musical | |
| Ator | Atriz |
| - James Franco – The Disaster Artist - Steve Carell – Battle of the Sexes - Ansel Elgort – Baby Driver - Hugh Jackman – The Greatest Showman - Daniel Kaluuya – Get Out                                                         | - Saoirse Ronan – Lady Bird - Judi Dench – Victoria & Abdul - Helen Mirren – The Leisure Seeker - Margot Robbie – I, Tonya - Emma Stone – Battle of the Sexes                                                           |
| Melhor atuação secundária em filme – drama, comédia ou musical | |
| Ator secundário | Atriz secundária |
| - Sam Rockwell – Three Billboards Outside Ebbing, Missouri - Willem Dafoe – The Florida Project - Armie Hammer – Call Me by Your Name - Richard Jenkins – The Shape of Water - Christopher Plummer – All the Money in the World | - Allison Janney – I, Tonya - Mary J. Blige – Mudbound - Hong Chau – Downsizing - Laurie Metcalf – Lady Bird - Octavia Spencer – The Shape of Water                                                                     |
| Melhor Realização | Melhor Argumento |
| - Guillermo del Toro – The Shape of Water - Martin McDonagh – Three Billboards Outside Ebbing, Missouri - Christopher Nolan – Dunkirk - Ridley Scott – All the Money in the World - Steven Spielberg – The Post                 | - Martin McDonagh – Three Billboards Outside Ebbing, Missouri - Guillermo del Toro & Vanessa Taylor – The Shape of Water - Greta Gerwig – Lady Bird - Liz Hannah & Josh Singer – The Post - Aaron Sorkin – Molly's Game |
| Melhor Banda sonora original | Melhor Canção original |
| - Alexandre Desplat – The Shape of Water - Carter Burwell – Three Billboards Outside Ebbing, Missouri - Jonny Greenwood – Phantom Thread - John Williams – The Post - Hans Zimmer – Dunkirk                                     | - “This Is Me” (Benj Pasek and Justin Paul) – The Greatest Showman - “Home” – Ferdinand - “Mighty River” – Mudbound - “Remember Me” – Coco - “The Star” – The Star                                                      |
| Melhor filme de animação | Melhor filme em língua estrangeira |
| - Coco - The Boss Baby - Ferdinand - The Breadwinner - Loving Vincent | - Aus dem Nichts - ( Alemanha) - Una mujer fantástica - ( Chile) - Rutan - ( Suécia) - First They Killed My Father - ( Camboja) - Nelyubov - ( Rússia)                                                                  |

#### Filmes com múltiplas nomeações
| Nomeações | Filmes                                    |
| --------- | ----------------------------------------- |
| 7         | The Shape of Water                        |
| 6         | The Post                                  |
| 6         | Three Billboards Outside Ebbing, Missouri |
| 4         | Lady Bird                                 |
| 3         | All the Money in the World                |
| 3         | Call Me by Your Name                      |
| 3         | Dunkirk                                   |
| 3         | The Greatest Showman                      |
| 3         | I, Tonya                                  |
| 2         | Battle of the Sexes                       |
| 2         | Coco                                      |
| 2         | The Disaster Artist                       |
| 2         | Ferdinand                                 |
| 2         | Get Out                                   |
| 2         | Molly's Game                              |
| 2         | Mudbound                                  |
| 2         | Phantom Thread                            |

#### Filmes com múltiplos prêmios
| Prêmios | Filme                                     |
| ------- | ----------------------------------------- |
| 4       | Three Billboards Outside Ebbing, Missouri |
| 2       | The Shape of Water                        |
| 2       | Lady Bird                                 |

### Televisão
| Melhor série | Melhor série |
| Drama | Comédia ou Musical |
| --- | --- |
| - The Handmaid's Tale - The Crown - Game of Thrones - Stranger Things - This Is Us | - The Marvelous Mrs. Maisel - Black-ish - Master of None - SMILF - Will & Grace |
| Melhor atuação em série de drama | |
| Ator | Atriz |
| - Sterling K. Brown – This Is Us como Randall Pearson - Jason Bateman – Ozark como Martin "Marty" Byrde - Freddie Highmore – The Good Doctor como Dr. Shaun Murphy - Bob Odenkirk – Better Call Saul como Jimmy McGill - Liev Schreiber – Ray Donovan como Ray Donovan           | - Elisabeth Moss – The Handmaid's Tale como June Osborne/Offred - Caitriona Balfe – Outlander como Claire Fraser - Claire Foy – The Crown como Rainha Elizabeth II - Maggie Gyllenhaal – The Deuce como Eileen "Candy" Merrell - Katherine Langford – 13 Reasons Why como Hannah Baker |
| Melhor atuação em série de comédia ou musical | |
| Ator | Atriz |
| - Aziz Ansari – Master of None como Dev Shah - Anthony Anderson – Black-ish como Andre "Dre" Johnson Sr. - Kevin Bacon – I Love Dick como Dick - William H. Macy – Shameless como Frank Gallagher - Eric McCormack – Will & Grace como Will Truman                               | - Rachel Brosnahan – The Marvelous Mrs. Maisel como Miriam "Midge" Maisel - Pamela Adlon – Better Things como Sam Fox - Alison Brie – GLOW como Ruth "Zoya the Destroya" Wilder - Issa Rae – Insecure como Issa Dee - Frankie Shaw – SMILF como Bridgette Bird                         |
| Melhor atuação em minissérie ou filme para televisão | |
| Ator | Atriz |
| - Ewan McGregor – Fargo como Emmit e Raymond "Ray" Stussy - Robert De Niro – The Wizard of Lies como Bernie Madoff - Jude Law – The Young Pope como Papa Pius XIII - Kyle MacLachlan – Twin Peaks como Dale Cooper - Geoffrey Rush – Genius como Albert Einstein                 | - Nicole Kidman – Big Little Lies como Celeste Wright - Jessica Biel – The Sinner como Cora Tannetti - Jessica Lange – Feud: Bette and Joan como Joan Crawford - Susan Sarandon – Feud: Bette and Joan como Bette Davis - Reese Witherspoon – Big Little Lies como Madeleine Mackenzie |
| Melhor atuação secundária em série, minissérie ou filme para televisão | |
| Ator secundário | Atriz secundária |
| - Alexander Skarsgård – Big Little Lies como Perry Wright - David Harbour – Stranger Things as Chief Jim Hopper - Alfred Molina – Feud: Bette and Joan como Robert Aldrich - Christian Slater – Mr. Robot como Mr. Robot/Edward Alderson - David Thewlis – Fargo como V.M. Varga | - Laura Dern – Big Little Lies como Renata Klein - Ann Dowd – The Handmaid's Tale como Tia Lydia - Chrissy Metz – This Is Us como Kate Pearson - Michelle Pfeiffer – The Wizard of Lies como Ruth Madoff - Shailene Woodley – Big Little Lies como Jane Chapman                        |
| Melhor minissérie ou filme para televisão | |
| - Big Little Lies - Fargo - Feud: Bette and Joan - The Sinner - Top of the Lake: China Girl | |

#### Programas com múltiplas nomeações
| Nomeações | Series                    |
| --------- | ------------------------- |
| 6         | Big Little Lies           |
| 4         | Feud: Bette and Joan      |
| 3         | Fargo                     |
| 3         | The Handmaid's Tale       |
| 3         | This Is Us                |
| 2         | Black-ish                 |
| 2         | The Crown                 |
| 2         | The Marvelous Mrs. Maisel |
| 2         | Master of None            |
| 2         | The Sinner                |
| 2         | SMILF                     |
| 2         | Stranger Things           |
| 2         | Will & Grace              |
| 2         | The Wizard of Lies        |

#### Programas com múltiplos prêmios
| Prêmios | Programa                  |
| ------- | ------------------------- |
| 4       | Big Little Lies           |
| 2       | The Handmaid's Tale       |
| 2       | The Marvelous Mrs. Maisel |

### Apresentadores
- Sebastian Stan
- Emma Watson
- Halle Berry
- Carol Burnett
- Kelly Clarkson
- Darren Criss
- Penélope Cruz
- Gal Gadot
- Greta Gerwig
- Hugh Grant
- Neil Patrick Harris
- Chris Hemsworth
- Christina Hendricks
- Isabelle Huppert
- Shirley MacLaine
- Ricky Martin
- Sarah Jessica Parker
- Amy Poehler
- Édgar Ramírez
- Seth Rogen
- J. K. Simmons
- Sharon Stone
- Aaron Taylor-Johnson
- Alicia Vikander
- Kerry Washington